# Vol Itavia 897
Le 1er janvier 1974, un Fokker F28 effectuant le vol Itavia 897, un vol régulier reliant Cagliari, en Italie, à Genève, en Suisse, avec plusieurs escales prévues à Bologne et Turin, s'écrase lors de l'approche finale sur la piste 36 de l'aéroport de Turin-Caselle, faisant 38 morts parmi les 42 passagers et membres d'équipage à bord.

## Avion et équipage
L'appareil impliqué est un Fokker F28-1000, immatriculé I-TIDE, qui a effectué son vol inaugural le 5 novembre 1969, avant d'être livré à Aerolinee Itavia le 28 février 1970. Cet avion de ligne court-courrier est équipé de deux turboréacteurs de typeRolls-Royce Spey 555-15 et a effectué 8 712 heures de vol, au cours de 10 206 cycles de vol (décollages/atterrissages) au moment de l'accident.
L'équipage de bord se compose du commandant de bord Domenico Romeo (42 ans), du copilote Giulio Montanari, ainsi que du technicien de maintenance Gianpaolo Sciarra et de l'agent de bord Bruno Chiti.

## Accident

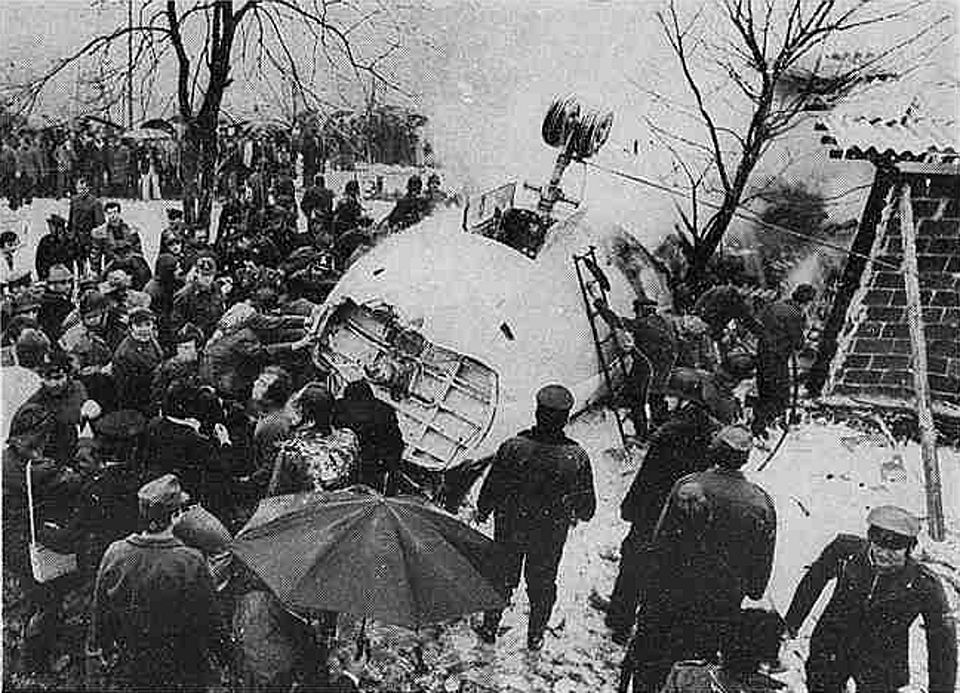
L'épave du vol 897, photographié peu après l'accident.

Le vol 897 a décollé de l'aéroport de Cagliari-Elmas peu après 10h30. Après la première escale à l'aéroport de Bologne-Borgo Panigale, l'avion a redécollé à 12h40, à destination de l'aéroport de Turin-Caselle. Lors de l'approche finale vers l'aéroport, peu après 13h30, l'avion volait en suivant une procédure GCA, en raison de la présence de brouillard et d'une visibilité réduite à 900 mètres.
Quelques instants plus tard, le Fokker F28 a d'abord percuté la cime d'un peuplier, à environ 15 mètres au dessus du sol, puis est entré en collision avec le toit d'un hangar en construction, ce qui a provoqué l'arrachement des volets du bord de fuite de l'aile droite, ainsi que la rupture de l'intrados de l'aile. L'avion a alors amorcé un roulis prononcé vers la droite, jusqu'à ce que l'aile droite et l'empennage horizontal droit heurtent le sol et se détachent du reste de l'avion. 
Alors que l'appareil continue de se retourner, l'aile gauche a également heurté le sol et s'est détachée du fuselage qui, à son tour, s'est écrasé au sol, avant de finalement s'immobiliser sur le dos contre un bâtiment agricole, dans la périphérie de Caselle Torinese, à environ 3 700 mètres au sud de la piste 36 de l'aéroport de Turin.

## Enquête
Le rapport final a été publié en juin 1978, après seulement quatre ans et demi. Les enquêteurs ont conclu que la cause principale de cet accident est une erreur des pilotes, qui ont négligé de vérifier l'altimètre de bord durant l'approche, et n'ont pas respecté la trajectoire de descente requise pendant cette phase du vol, alors qu'ils tentaient d'établir un contact visuel avec la piste 36. La somme de ces deux erreurs ont conduit l'avion à heurter le sol bien avant le seuil de piste.